# Biohazard
Biohazard je americká hudební skupina, založená v roce 1987 v Brooklynu v New Yorku. Původní sestavu skupiny tvořil zpěvák a baskytarista Evan Seinfeld, kytaristé Bobby Hambel a Billy Graziadei a bubeník Anthony Meo. Později skupinou prošlo několik dalších hudebníků. Své první album, které neslo název skupiny, skupina vydala v roce 1990 a do roku 2005 jich vydala dalších sedm. Skupina se rozpadla v roce 2006, ale od roku 2008 je opět aktivní a v roce 2012 vydala i nové album.

## Diskografie
- Biohazard (1990)
- Urban Discipline (1992)
- State of the World Address (1994)
- Mata Leão (1996)
- New World Disorder (1999)
- Uncivilization (2001)
- Kill or Be Killed (2003)
- Means to an End (2005)
- Reborn in Defiance (2012)